# Cratere Nabokov
Nabokov  è un cratere sulla superficie di Mercurio.